# Campbellfield
Campbellfield is een voorstad van Melbourne in de Australische deelstaat Victoria. Bij de telling van 2016 had Campbellfield 5056 inwoners.